# Boxö
Boxö este o arie protejată (arie specială de conservare — SAC, sit de importanță comunitară — SCI) din Finlanda întinsă pe o suprafață de 1.419,88 ha, integral pe uscat.

## Localizare
Centrul sitului Boxö este situat la coordonatele 60°24′39″N 20°06′17″E / 60.410833°N 20.104722°E.

## Înființare
Situl Boxö a fost declarat sit de importanță comunitară în octombrie 1995 pentru a proteja 1 specie de animale. Situl a fost protejat și ca arie specială de conservare în decembrie 2015.

## Biodiversitate
Situată în ecoregiunea boreală, aria protejată conține 2 habitate naturale: Taiga vestică, Faleze cu vegetație de pe coastele atlantice și baltice.
La baza desemnării sitului se află o specie protejată de  mamifere: Halichoerus grypus.
Pe lângă speciile protejate, pe teritoriul sitului au mai fost identificate 7 specii de păsări.